# CLIPS 3 COLLECTION 1999〜2001
『CLIPS 3 Video Collection 1999〜2001』はTHE YELLOW MONKEYのビデオ・クリップ集。

## 解説
1999年から2001年に発売されたシングル表題曲のMVを集めている。

## 収録曲
1. SO YOUNG
2. バラ色の日々
3. 聖なる海とサンシャイン
4. SHOCK HEARTS
5. パール
6. BRILLIANT WORLD
7. プライマル。